# Area D
Area D (AREA D 異能領域?, Area D: Inō ryōiki) è un manga shōnen scritto da Koichi Nanatsuki e disegnato da Yang Kyung-il. L'opera è stata serializzata nel 2012 sulla rivista Weekly Shōnen Sunday di Shogakukan. In Italia il manga è stato pubblicato da J-POP nel 2013, successivamente alla prima edizione è stata fatta una versione deluxe con sovraccoperta. La serie conta un totale di 14 volumi.

## Trama
Grazie all'esplosione della stella Antares, alcuni esseri umani iniziano a sviluppare dei superpoteri. Soprannominati "altered", sono malvisti dal governo, che decide di esiliarli in una speciale prigione su un'isola, chiamata Area D. Jin Kazaragi, un altered di grado S, è in cerca del fratello maggiore Ren.

## Volumi
| Nº | Data di prima pubblicazione | Data di prima pubblicazione | Data di prima pubblicazione | Data di prima pubblicazione |
| Nº | Coreano                     | Coreano                     | Italiano                    | Italiano                    |
| -- | --------------------------- | --------------------------- | --------------------------- | --------------------------- |
| 1  | 17 agosto 2012              | ISBN 978-4-09-123857-3      | 24 novembre 2013            | ISBN 978-88-6634-691-3      |
| 2  | 17 agosto 2012              | ISBN 978-4-09-123858-0      | 31 gennaio 2014             | ISBN 978-88-6634-840-5      |
| 3  | 18 dicembre 2012            | ISBN 978-4-09-124166-5      | 29 marzo 2014               | ISBN 978-88-6634-878-8      |
| 4  | 18 aprile 2013              | ISBN 978-4-09-124331-7      | 31 maggio 2014              | ISBN 978-88-6634-942-6      |
| 5  | 16 agosto 2013              | ISBN 978-4-09-124413-0      | 6 settembre 2014            | ISBN 978-88-6634-999-0      |
| 6  | 18 dicembre 2013            | ISBN 978-4-09-124546-5      | 25 ottobre 2014             | ISBN 978-88-6883-085-4      |
| 7  | 18 aprile 2014              | ISBN 978-4-09-124690-5      | 31 gennaio 2015             | ISBN 978-88-6883-120-2      |
| 8  | 18 agosto 2014              | ISBN 978-4-09-125238-8      | 4 aprile 2015               | ISBN 978-88-6883-236-0      |
| 9  | 18 novembre 2014            | ISBN 978-4-09-123858-0      | 30 maggio 2015              | ISBN 978-88-6883-250-6      |
| 10 | 18 febbraio 2015            | ISBN 978-4-09-125716-1      | 30 settembre 2015           | ISBN 978-88-6883-413-5      |
| 11 | 18 maggio 2015              | ISBN 978-4-09-126117-5      | 31 ottobre 2015             | ISBN 978-88-6883-368-8      |
| 12 | 18 agosto 2015              | ISBN 978-4-09-126284-4      | 27 febbraio 2016            | ISBN 978-88-6883-574-3      |
| 13 | 18 novembre 2015            | ISBN 978-4-09-126619-4      | 4 maggio 2016               | ISBN 978-88-6883-643-6      |
| 14 | 18 febbraio 2016            | ISBN 978-4-09-127017-7      | 28 settembre 2016           | ISBN 978-88-6883-645-0      |